# 小行星13018
小行星13018（13018 Geoffjames）是一颗绕太阳运转的小行星，为主小行星带小行星。该小行星于1988年4月10日发现。

## 轨道参数
小行星13018的轨道半长轴为2.5962147 UA，离心率为0.175。